# Andrei Olinescu
Andrei Olinescu (n. 12 decembrie 1929, județul Soroca, România – d. 3 aprilie 2006, București, România) a fost un medic român, cercetător specialist în imunologie, care și-a desfășurat cea mai mare parte a activității profesionale în cadrul Institutului de Seruri și Vaccinuri “Dr. Ion Cantacuzino” din București.

## Biografie
Andrei Olinescu s-a născut pe 12 decembrie 1929 în satul Frumușica, jud. Soroca. Andrei Olinescu a fost înrudit pe linie paternă cu pictorul și graficianul Marcel Olinescu precum și cu Alexandru și Radu Olinescu, ambii profesori la Facultatea de Medicină din București. A fost primul copil al Eugeniei (n. Munteanu), casnică, și al lui Ion, muzician. Andrei Olinescu mai avea un frate, Boris Olinescu (1931-1981), un cunoscut actor din perioada comunistă.
Primii patru ani de școală primară i-a făcut în Frumușica, satul natal, după care și-a continuat studiile în capitala de județ, Soroca, la liceul “A. D. Xenopol”. Nu a putut termina liceul acolo, din cauza invaziei sovietice a Basarabiei, survenită în iunie 1940. Un an mai târziu, după retragerea ocupantului, a continuat cursurile liceului “A. D. Xenopol”, până în martie 1944, când familia trăiește din nou drama ocupării Basarabiei de către sovietici. Au fost nevoiți să își abandoneze bunurile, refugiindu-se cu toții, în ultimul moment, pe teritoriul patriei-mamă, în satul Bengești, jud. Gorj. Având doar puținul pe care l-au putut lua, Andrei, la doar 14 ani, a trebuit să se întrețină, muncind cu ziua pe la diverse gospodării din sat, precum și pe un șantier de construcții din Săcelu, jud. Gorj. În toamna aceluiași an, s-a înscris în clasa a patra a liceului “Tudor Vladimirescu” din Târgu Jiu, unde unul dintre profesorii săi a fost matematicianul și astronomul Victor Daimaca, singurul român care a descoperit o cometă care-i poartă dealtfel numele. Curând, regimul comunist de la București a început la ordinul Moscovei vânătoarea basarabenilor refugiați, urmărind deportarea lor în lagărele din URSS; ca urmare, în vara anului 1945, familia Olinescu a trebuit să părăsească în grabă Gorjul, ajungând la Bucuresti. Doar o întâmplare i-a ajutat să scape și de data aceasta din ghearele sovieticilor. Din toamna lui 1945 și-a continuat studiile la Liceul “Mihai Eminescu” din București, pe care l-a absolvit în 1949. Situația materială precară l-a obligat ca în timpul vacanțelor să muncească cu ziua pe diverse șantiere de construcții, unul dintre acestea fiind clădirea viitorului aeroport Băneasa. În această perioadă, a intrat de asemenea ca argat la un avocat din cartierul Pipera, iar pe timpul iernii ca ucenic la un atelier de cizmărie.
Dupa terminarea liceului, Andrei Olinescu a imbratisat cariera militara, ca student in al Facultatii de Medicina Veterinara din cadrul Institutului de Medicina Militara “Carol Davila” din Bucuresti. S-a inscris si a reusit totodata la examenul de admitere in Institutul Sanitar Militar. A fost incazarmat pe durata studiilor, pe care le-a absolvit cu gradul de locotenent-major . In timpul facultatii, isi intalneste viitoarea sotie, Eleonora (1929-2012), nascuta Calinescu, pe atunci studenta a Facultatii de Medicina Generala. Nunta a avut loc in februarie 1955, iar peste un an li s-a nascut unicul copil, pe care l-au numit tot Andrei. Intre timp, proaspatul medic militar a primit repartitie la garnizoana Gataia din judetul Timis, aproape de frontiera cu Iugoslavia, aceasta in plina perioada a adversitatii dintre regimurile comuniste roman si iugoslav .  
A ajuns ulterior la unitatea militara 04705 din Iasi, oras unde sotia, studenta in ultimul an al Facultatii de Medicina Generala, s-a transferat, pentru a putea fi impreuna. A fost citat printr-un ordin de zi pe armata pentru reusita refacerii unui tendon rupt la un cal, fapt considerat atunci ca fiind o performantza chirurgicala. In februarie 1956, li s-a nascut baiatul, iar dupa absolvirea facultatii, Eleonora a primit o repartitie intr-o localitate situata departe de Iasi, situatie care nu le mai permitea sa fie impreuna. Pentru a evita acest lucru, Andrei a luat decizia radicala de a demisiona din armata in martie 1957, sotia ajungand in satul Dobrun din judetul Olt, ca medic de circumscriptie, iar el la fostul raion Bals, din acelasi judet, unde a activat pana in 1961.
In mai 1961, doctorul Olinescu a fost  angajat pe post de cercetator la Institutul de Seruri  si Vaccinuri “Dr. Ion Cantacuzino” din Bucuresti, ca urmare a unui concurs sustinut in decembrie 1960. A ramas  aici pentru urmatorii 45 de ani, pana in ultima zi a vietii, urcand pe rand toate treptele ierarhiei gradelor de cercetator stiintific. Dupa doar o luna de activitate in cadrul unui laborator de cercetari celulare, a fost numit de catre directorul general, prof. Dr. Ionescu-Mihaesti, la conducerea  Statiunii Darvari, o unitate productiva a institutului situata la periferia vestica a Bucurestiului si profilata pe cresterea animalelor ce constituiau baza materialului biologic folosit la producerea serurilor si vaccinurior. Aici, doctorul Olinescu a organizat in cativa ani o celula de cercetare medicala, in cadrul careia au activat si cativa tineri medici entuziasti si capabili. S-au efectuat cercetari in domeniul microbiologiei, geneticii si imunologiei, alaturi de studii si experimente ce au inclus grefe de piele .  In 1964 a avansat la gradul de cercetator stiintific III. Cercetarile desfasurate la Statiunea Darvari au durat aproximativ un deceniu.
Pe 1 iulie 1976, a devenit doctor in stiinte medicale, sustinand teza de doctorat intitulata “Ontogenia Imunoglobulinelor”.
In 1976, doctorul Andrei Olinescu a preluat conducerea Laboratorului de Imunologie Celulara. De pe aceasta pozitie, a reorganizat  laboratorul, atragand totodata tineri valorosi, asa cum facuse si in anii ’60 la Statiunea Darvari. Din pacate, multi dintre acestia au ales sa paraseasca ulterior Romania, emigrand in Occident, unde au urmat cariere de prestigiu in domeniul didactic universitar, precum si de cercetare. Un an mai tarziu, impreuna cu alti doi specialisti, obtine brevetul de inventie OSIM nr. 73667 pentru un “procedeu de obtinere a serului anti-IgG de origine animala”. In anul 1978, prof. dr. Andrei Olinescu demareaza cercetarile ce aveau sa-i aduca impreuna cu chimistul Marx Arthur un alt brevet de inventie, anume OSIM nr. 88617/1985, intitulat “Procedeu de preparare a unui imunomodulator”. Acest imunomodulator a primit ulterior numele „Cantastim”, devenind unul dintre produsele de baza ale Institutului “Cantacuzino”; pentru ca mai tarziu patentul sa fie chiar exportat in tari cu traditie in cercetarea medicala.
Ajuns o autoritate in domeniul imunologiei, tot in 1985 a studiat primul caz de SIDA depistat in Romania. A pastrat celulele infectate, pe care le-a pus la dispozitia comunitatii stiintifice internationale, in vederea monitorizarii eventualelor mutatii ulterioare ale virusului.
In 1990 a fost avansat cercetator stiintific principal II, iar in iunie al aceluiasi an a devenit conducator de doctorat, referent oficial pentru teze de doctorat la Universitatile de Medicina din Bucuresti, Iasi, Cluj, Chisinau si Montpellier (Franta). Anul 1992 i-a adus numirea in functia de sef al Catedrei de Imunologie la Facultatea de Medicina si la Facultatea de Stomatologie din cadrul Universitatii Ecologice Bucuresti.  A predat cursul de Imunologie pentru medicii rezidenti cu specialitatile “Laborator Clinic” sau “Alergologie”.  In 1996 a devenit cercetator stiintific principal I.
La inceputul anilor 2000, impreuna cu alti cativa specialisti s-a opus din toate puterile incercarii de subordonare a Institutului Cantacuzino unor interese straine. Aceasta i-a atras amenintari si chiar insulte din partea directorului general de atunci al institutului , care urmarea afilierea acestuia la Institutul “Pasteur” din Paris.
In planul vietii personale, a fost un mare admirator al lui Carol Davila, parintele medicinei militare romanesti, dedicand institutului fondat de acesta o carte cu caracter monografic si memorialistic. Cateva repere autobiografice le-a redat si pus la persoana a III-a intr-o alta lucrare, aparuta in 2002. A adaugat faptelor relatate si poezii pe care le-a scris de-a lungul anilor.
In 2004, publica o carte avand ca tema principala istoria activitatii Comisiei Nationale de Imunologie din Romania, al carei membru a fost.
A avut toata viata incredere in valentele poporului roman si in capacitatea acestuia de a progresa.  Si-a iubit tara, sperand necontenit ca va apuca sa vada ziua revenirii teritoriului romanesc la granitele sale firesti, acelea ale Romaniei Mari. Ca basarabean, dupa 1990 a militat pentru acest lucru, ca membru activ al unor organizatii ce reuneau personalitati de pe ambele maluri ale Prutului.
In pofida personalitatii complexe, a iubit oamenii si viata in general. Fire deschisa si vesela, a stiut sa treaca peste multele greutati ce i-au stat in cale, pastrandu-si optimismul chiar si in situatii limita.  Muzica si literatura i-au infrumusetat multe momente ale existentei, poetul sau preferat fiind George Cosbuc, de la care a imprumutat metrica specifica din poeziile acestuia.   
S-a stins din viata in dimineata zilei de 3 aprilie 2006, la locuinta sa din Bucuresti, in urma unui accident vascular cerebral, survenit in momentul în care se pregatea sa mearga la laborator. Avea 76 de ani, iar dosarul de pensionare ii fusese aprobat cu doar cateva zile in urma.

## Lucrări și publicații științifice

### Articole stiințifice
Se cunosc cel putin 115 articole stiintifice aparute in diverse reviste romanesti si straine, din care mentionam:
- “Archives Roumaines de Pathologie Experimentale”
- “Revue Roumaine de Biochimie”
- “The Romanian Journal of Morphology and Embriology”
- ”The Romanian Journal of Physiology”
- “The Romanian Journal of Gerontology and Geriatrics”
- “Bacteriologie, Virusologie si Parazitologie”
- “Medicina Interna”
- “Oncologia”
- “Timisoara Medicala”
- “Dermatologia-Veneralogia”
- “Nefrologia”
- “Fiziologia”
- “Zeitschrift fur Immunitat” (Germania)
- “Allergie Klinik Immunologie” (Germania)
- “Scandinavian Journal of Immunology” (Suedia)
- “Neoplasma” (Cehia), “Immunological Letters” (Franta)
- “Molecular Immunology” (Olanda)
- “Haematologia`” (Ungaria)
- ”Reumatologia” (Polonia)
- “Nephrology Dialysis Transplant” (Italia)
- “Biomedical Therapy” (SUA)

Rezultatele cercetarilor sale au fost citate in diverse reviste stiintifice sau tratate aparute sub semnatura unor autori romani sau straini. Se pot da exemple ca:
“Leptospiroza” (Bercea si colectivul), “Virusologie” (Elvira Ciufecu), “Imunologie” (V.Cristea), “Indreptar de alergologie” (V. Filip), “Imunologia sarcinii normale si patologice” (U.Voiculescu), etc.
a fost citat in articole aparute in reviste stiintifice ca: “Scandinavian Journal of Immunology”, “Immunological- Letters”, “Cellular Immunology”, “Transfusion”, “Tumor Biology”, “Oncological Biology”, “Cancer Immunology”, etc.
A participat cu lucrari atat la manifestari stiintifice din tara (ca de exemplu Bucuresti, Cluj, Timisoara, Iasi, Moneasa), cat si din afara ei (Paris, Montpellier, Londra, Ierusalim, Yalta, Istanbul, Tokyo, Stockholm, Budapesta, etc).

### Lucrări
A publicat mai multe tratate de imunologie, ca unic autor sau in colaborare cu alti specialisti. Dintre acestea, trei au vazut lumina tiparului la Editura “Stiinta” din Chisinau, devenind manuale de referinta pentru studentii Facultatii de Medicina din acest oras.
- A. Olinescu: “Elemente de Imunologie Comparata”- Ed. “Ceres”, Bucuresti, 1988
- Lucia Andries, Andrei Olinescu: “Compendiu de Imunologie Fundamentala”- Ed. “Stiinta”, Chisinau, 1992
- A. Olinescu, L. Andries: “Tehnici Imunologice”- Ed. “Stiinta”, Chisinau, 1994
- V.Cristea, N.Costin, M.Crisan, A.Olinescu: “Imunologie Clinica”, Ed. “Casa Cartii de Stiinta”, Cluj, 1999
- A. Olinescu, A. Dolganiuc: “Imunologia practica in clinica si experiment”- Ed. “Viata Medicala Romaneasca”, Bucuresti, 2001
- A. Olinescu, M. Panait: “Introducere in Imunologie”- Ed. Medicala, Bucuresti, 2004